# Габріель Антоніо Перейра
Габріель Антоніо Хосе Перейра Вільягран (ісп. Gabriel Antonio José Pereira Villagrán,17 березня 1794 — 14 квітня 1861) — уругвайський політик, тимчасовий, а згодом — конституційний президент країни.

## Біографія
Народився 1794 року в Монтевідео (віцекоролівство Ріо-де-ла-Плата). Його батьками були заможний землевласник галісійського походження Антоніо Перейра Гомес та Марія де ла Асунсьйон Вільягран Артігас. Мати була сестрою Рафаели Вільягран — дружини Хосе Артігаса.
1811 року долучився до революційного руху, під час Другої облоги Монтевідео був ад'ютантом Артігаса. Після португальсько-бразильської окупації став членом масонської ложі східних кабальєро, що протидіяла включенню Східної смуги до складу Бразилії в якості провінції Сісплатина. Після того, як 1821 року Сісплатинський конгрес все ж зробив це, він увійшов до складу міської ради Монтевідео, де в 1822—1823 роках займав антибразильську позицію. Був відряджений до Буенос-Айреса з метою спробувати отримати підтримку уряду Об'єднаних провінцій Південної Америки, але безуспішно.
1825 року після того, як Тридцять три Орієнтальці висадилися на східному березі річки Уругвай, 14 червня в містечку Флорида зібрався Флоридський конгрес. Габріель Антоніо Перейра увійшов до лав тих, хто 25 серпня підписав Декларацію про незалежність Східної провінції від Бразилії та її входження до складу Об'єднаних провінцій. Після того, як в результаті аргентино-бразильської війни 1828 року було досягнуто згоди про створення незалежної держави Уругвай, Перейра увійшов до складу її Генеральної конституційної та законодавчої асамблеї та взяв участь у підготовці Конституції 1830 року.
1830 року був обраний сенатором до першого складу офіційного законодавчого органу країни. У 1831—1832 роках був міністром фінансів, у 1833—1839 — знову сенатором. Тим часом у країні почалася громадянська війна: 1838 року колишній президент Фруктуосо Рівера за підтримки Республіки Ріу-Гранді вторгся до країни та підійшов до столиці. Протягом тижня Перейра був тимчасовим президентом: 24 жовтня він прийняв повноваження у президента Мануеля Орібе, який подав у відставку, а 1 листопада передав їх Фруктуосо Рівері.
1843 року війна повернулася на територію Уругваю, і тоді вже війська Орібе взяли в облогу Монтевідео. Було створено «уряд оборони», і Державна рада розпустила Парламент, замінивши його на Асамблею знаті. Перейра того ж року став членом Асамблеї знаті, а 1847 — міністром уряду.
1 березня 1856 року Габріель Антоніо Перейра став президентом республіки та перебував на тій посаді до 1 березня 1860. Під час свого президентства йому довелося придушити повстання, що спалахнуло 1858 року, підбурене генералом Сесаром Діасом. Наступного року після завершення президентського терміну він знову став сенатором, а невдовзі після того помер.